# Cladura serrimargo
Cladura serrimargo is een tweevleugelige uit de familie steltmuggen (Limoniidae). De soort komt voor in het Palearctisch gebied.